# صلب A514
صلب A514 هو أحد أنواع الصلب عالي المقاومة (سبيكة من فولاذ مسقي ومطوّع)، تُقدر مقاومته للخضوع ب 100,000 رطل على البوصة المربعة. علامته التجارية من شركة آرسيلور ميتال هو T-1. يستخدم بشكل أساسي كحديد إنشائي لتشيد المباني. A517 هو سبيكة مقاربة جداً ويستخدم في صناعة وعاء الضغط شديد المقاومة. هذه الأسماء سميت عن طريق الجمعية الأمريكية لاختبار المواد (وهي منظمة معايير تقوم على تطوير ونشر معايير (مواصفات قياسية) تقنية لمجموعة واسعة من المواد والمنتجات والأنظمة والخدمات).

## مواصفات

### A514
حد الخضوع لسبائك A514 هو على أقل 100 رطل على البوصة المربعة (689 باسكال) لسماكات إلى 2.5 بوصة (63.5 مم)، وعلى الأقل 110 رطل على البوصة المربعة مقاومة الشد القصوى له. الصفائح سمكها من 2.5 إلى 6 بوصة (63.5 إلى 152.4 مم) لها مقاومة محددة وهي 90 رطل على البوصة المربعة (مقاومة خضوع) و100-135 رطل على البوصة المربعة (مقاومة الشد القصوى).(ultimate).

### A517
A517 لديه نفس قيمة مقاومة الخضوع ولكن مقاومته القصوى أكبر قليلاً (115-135رطل على البوصة المربعة) لسماكات إلى 2.5 بوصة (63.5 مم) و(105-135 رطل على البوصة المربعة) لسماكات إلى 2.5 بوصة (63.5 مم).

## الاستخدامات
يستخدم صلب A514 عند الاحتياج إلى صلب عالي المقاومة وقابل للحام، ويستخدم كصلب في إنشاء المباني والمنشأت والرافعات والماكينات التي ترفع أحمال ثقيلة.
بجانب إلى أنه حدد من مواصفات عسكرية (ETL 18-11) ليستخدم في مصدات إطلاق النيران من الأسلحة الخفيفة وفي طعاجة صفائح.